# Astra Lost in Space
Astra Lost in Space (japanisch 彼方のアストラ Kanata no Asutora, deutsch ‚Astra in der Ferne‘, aber auch ‚Kanatas Astra‘; internationaler Titel zu dt. ‚Astra verloren im Weltraum‘) ist eine Science-Fiction-Manga-Serie von Kenta Shinohara. Sie erhielt 2019 eine Adaption als Anime-Fernsehserie.
Das Werk spielt in der Zukunft und handelt von einer Gruppe begabter Schüler, die plötzlich im Weltraum stranden und auf ihrem Weg zurück nach Hause sowohl selbst reifen als auch auf die Geheimnisse ihrer Welt stoßen.
Als Inspiration diente Shinohara dabei Jules Vernes Abenteuerroman Zwei Jahre Ferien bei der eine Gruppe Schüler auf einer einsamen Insel im Pazifik strandet. Ebenso wie in Jules Vernes Werk waren ursprünglich 15 Figuren an Bord der Astra geplant. Als jedoch die geplante Laufzeit feststand wurde dies auf die endgültigen 9 Figuren reduziert.

## Handlung

### Band 1
Im Jahr 2063 brechen die 17-jährigen Schüler Kanata Hoshijima, Aries Spring, Zack Walker, Quitterie Raffaelli, Luca Esposito, Ulgar Zweig, Yun-Hua Lu und Charce Lacroix der Caird-Oberschule zum Planeten McPa für eine fünftägige Übernachtung in der Wildnis auf. Ihrer Gruppe wird die Aufgabe gegeben, sich um die 10-jährige Funicia Raffaelli zu kümmern. Kurz nachdem sie dort angekommen sind, erscheint vor ihnen eine leuchtende Kugel, die sie in den Weltraum transportiert. Da Kanata vorher vorsichtshalber noch den Befehl gegeben hat, dass alle den Helm ihres Raumanzugs schließen sollen, kommt es zu keinen Todesfällen. Zudem finden sie glücklicherweise ein leeres Raumschiff in nächster Nähe vor. Sie müssen jedoch erkennen, dass sie im Orbit eines Eisplaneten gelandet sind, der mehr als 5000 Lichtjahre von McPa entfernt ist.
Auf dem an sich intakten Raumschiff ist allerdings ausgerechnet die Kommunikationsanlage defekt, sodass sie kein Notsignal absenden können. Da sie nur Nahrung und Wasser für drei Tage besitzen und Zack als einziger eine Pilotenlizenz besitzt, beschließen sie, einen Kurs nach Hause mit Zwischenhalt auf fünf bewohnbaren Planeten unterwegs einzulegen, um ihre Vorräte aufzufrischen. Sie nennen ihr Schiff Astra nach dem Motto Per aspera ad astra („durch das Raue zu den Sternen“) das sie auf der Brücke vorfinden.
Ihr erster Halt ist Planet Vilavurs, der eine reiche Tier- und Pflanzenwelt besitzt, sodass sie schnell ihre Vorräte auffrischen können. Beim Sammeln begegnet ihnen abermals die Kugel, können ihr diesmal jedoch entkommen, vor allem Dank Aries’ fotografischem Gedächtnisses.
Als sie später erneut Nahrung suchen gehen, wird Funicia von einer Flugechse angegriffen. Sie wird von Kanata gerettet, der, obwohl er noch ein Schüler ist, bei den U20-Dekathlon-Meisterschaften Bronze gewonnen hat. Dieses Ereignis schweißt die Gruppe stärker zusammen, allerdings teilt Zack Kanata im Vertrauen mit, dass das Kommunikationssystem absichtlich sabotiert wurde und der Täter einer von ihnen sein muss.

### Band 2
Nach 18 Tagen erreichen sie ihren zweiten Halt, den Planeten Shummoor. Aus einem Gespräch, das Funicia am Vortag ihrer Adoption im Waisenhaus zwar gehört, aber nicht ganz verstanden hat, ergibt sich, dass die Gruppe beseitigt werden sollte, was erklärt, warum Aries kurz zuvor an die Schule versetzt und die Grundschülerin Funicia einer Gruppe von Oberschülerinnen zugeteilt wurde. Ulgar meint, dass sein Vater der Vizedirektor der Schule ist und ihm eine Beteiligung zuzutrauen sei. Kanata erzählt der Gruppe, dass ein Saboteur untern ihnen sei.
Währenddessen wird das Schiff von Mikrometeoriten beschädigt und fängt an auf den Planeten zu fallen. Durch die Hilfe aller kann das Schiff wieder funktionsfähig gemacht und sicher gelandet werden. Da dies beweist, dass der Saboteur nicht mehr am Tod aller interessiert ist, wird beschlossen, das Thema nicht mehr weiterzuverfolgen.
Die Vorratssuche auf Shummoor gestaltet sich schwierig, da Wasser nicht ausreichend vorhanden ist, die Tiere nicht essbar und die Pflanzen schnell verderblich sind. Yun-Hua, die während der Rettungsaktion nicht helfen konnte, verlässt die Gruppe um den Nahrungsmittelbedarf zu reduzieren. Als Kanata sie findet erzählt sie ihm, dass ihre Mutter eine weltbekannte Sängerin ist und sie erzogen hat, niemals zu singen oder auf irgendeine Weise aufzufallen. Währenddessen werden Charce, Aries, Zack und Funicia, die ebenfalls Yun-Hua gesucht haben, durch die Sporen eines der „Bäume“ paralysiert und Charce erkennt, dass die Pflanzen und Bäume tatsächlich Pilze sind, die die dominante Lebensform auf dem Planeten darstellen. Da die Sporen eine zu großflächige tödliche Wirkung haben, schlussfolgert Charce, dass die Pilzbäume einen Regulierungsmechanismus in Form von einem sporadisch verbreiteten Gegenmittel haben müssen.
Während Kanata das Gegenmittel unter Lebensgefahr sammelt, wird Quitterie ebenfalls paralysiert und Yun-Hua beschließt die anderen mit ihrem Gesang von ihren Schmerzen abzulenken.
Yun-Hua gewinnt dadurch an Selbstvertrauen. Da die Pilzbäume sich als essbar herausstellen ist auch die Nahrungsmittelknappheit gelöst.

### Band 3
Währenddessen beschließen die anderen Eltern, gegen den Widerstand von Aries’ Mutter, Emma Spring, ihre Kinder vorzeitig für tot erklären zu lassen. Emma ist zudem besorgt, dass Aries erfahren könnte, dass sie nicht ihre leibliche Mutter ist, da vor kurzem ein Gesetz zur DNA-Erfassung der kompletten Bevölkerung beschlossen wurde – ein Gesetz, gegen das sich der Senator Marco Esposito vehement eingesetzt hatte.
Die Kinder befinden sich nun auf dem Wasserplaneten Arispade, das ein Tropenparadies ist und Wasser und Früchten im Überfluss besitzt, aber dort keine Landtiere leben. Als Luca Ulgar erzählt, dass sein Vater der Politiker Marco Esposito ist, setzt ihm Ulgar eine Pistole an den Kopf. Weil Ulgar von seinen Eltern ignoriert wurde, war sein einziger Bezugspunkt sein Bruder Finn. Dieser war ein Journalist, der Marco wegen illegaler Wahlspendenfinanzierung untersuchte, aber auf ein größeres Geheimnis stieß und schließlich eines Tages tot aufgefunden wurde. Seitdem will Ulgar sich an Marco rächen und da in der Esposito-Familie der Wahlkreis an den jeweils ältesten Sohn übergeht, würde der Tod Lucas Marco hart treffen. Luca zeigt, dass er weder der älteste Sohn sei, sondern intersexuell ist und auch nur adoptiert wurde. Daher war er, wie auch Ulgar, seinen Eltern egal. Ulgar lässt darauf von seinem Vorhaben ab.
Die Gruppe kann vor ihrer Abreise nur knapp einem Tsunami entkommen, wobei Kanata Ulgar und Luca rettet. All dies führt dazu, dass Ulgar sich der Besatzung öffnet und auch Luca durch sein Outing ihm eine Last von Schultern genommen hat. Während der Reise zum nächsten Planeten erwähnt Aries, dass sie Charce nie in der Schule gesehen hat. In die Ecke gedrängt erklärt er, dass er aus dem königlichen Vixia-Bezirk stammt. Als Kind freundete er sich mit dem Mädchen Seira an und wollte ihr den Bezirk zeigen, die daraufhin von der Polizei aufgegriffen und im Gerangel schwer verletzt wurde. Er habe daraufhin den Bezirk verlassen und wurde von einer entfernten Bekannten adoptiert.
Die Mannschaft erreicht den Planeten Icriss, bei dem eine Seite immer fest der Sonne zu- und eine andere von dieser abgewandt ist, mit nur einem dünnen habitablen Streifen zwischen beiden. Auf diesem gibt es gewaltige Pflanzen, die sich wegen der harschen Bedingungen so entwickelt haben, dass sie sich bewegen können. Von einer solchen wird die Astra aufgegriffen und der Reaktor irreparabel beschädigt.
Auf dem Planeten gestrandet finden sie ein weiteres Raumschiff vom selben Typ wie die Astra.

### Band 4
In diesem Schiff finden sie eine Kälteschlafkapsel aus dem Jahr 2051. Sie tauen die Person darin auf, die sich als Ingenieurin der Ark VI, Polina Livinskaya, vorstellt. Dieses Schiff wurde ebenfalls von den Riesenpflanzen irreparabel beschädigt und ihre Crew außer Polina von anderen Pflanzen getötet. Da der Reaktor der Ark VI noch intakt ist, tauscht die Astra ihren mittleren Schiffsteil mit dem der Ark VI aus.
Während der Nahrungssuche nutzen Quitterie und Zack die Gelegenheit sich auszusprechen. Da ihre beiden Eltern immer mit ihren Forschungen beschäftigt waren und ihre Kinder vernachlässigten, freundeten sich Quitterie und Zack an. Quitterie ist frustriert, dass ihre Beziehung stillzustehen scheint und gesteht ihm aus Versehen ihre Liebe. Es stellt sich heraus, dass der Grund warum Zack nie auf Quitteries Avancen reagiert hat, weil er davon ausgegangen ist, dass beide längst verlobt seien, da sie doch schon als kleine Kinder einander versprochen hätten zu heiraten.
Angeregt durch Polinas Bemerkung, dass Quitterie und Funicia für Adoptivschwestern einander zu ähnlich sehen, lässt Zack beider DNA analysieren, die sich als identisch herausstellt. Aufgrund des Altersunterschiedes können beide nur Klone sein. Basierend auf den Erfahrungen aller mit ihren Eltern schlussfolgert Kanata, dass sie alle Klone ihrer Eltern seien. Zack erwähnt, dass sein Vater seit langem an Gedächtnisübertragung forscht, dies aber nur bei identischen Gehirnen funktionieren würde. Die Eltern aller (ausgenommen Aries’) gehören zur gesellschaftlichen Elite und eine Gedächtnisübertragung auf ihre Klone würde ihnen praktisch ewiges Leben schenken. Weitere DNA-Analysen mit Proben von Gegenständen ihrer Eltern bestätigen Kanatas Verdacht.
Währenddessen besprechen die Eltern ihr Vorgehen. Zacks Vater Jed entwarf das Gedächtnisübertragungsverfahren, Quitterie und Funicias Mutter Olive konnte als Krankenhausleiterin illegal Klone erzeugen und Ulgas Vater Gert konnte als stellvertretender Schulleiter ihre Unterbringung arrangieren. Eine Ausnahme bildet Luca Esposito, dessen Genspender nicht sein Vater, sondern der Künstler Felice Genma ist, der aus einer Laune heraus einen neuen intersexuellen Körper haben wollte. Da die Kinder, wenn sie erwachsen geworden wären, als ihre Gefäße gedient hätten, haben die Eltern es stets vermieden eine Beziehung zu diesen aufzubauen. Mit der Verabschiedung des neuen DNA-Gesetzes wäre der Plan jedoch aufgeflogen, weswegen sie die Beseitigung ihrer Klone veranlassten.
Die Kinder verarbeiten die Situation. Aries ist überzeugt, dass ihre Mutter sie stets geliebt habe. Polina kann sich Gewissheit über den Tod ihrer Kameraden verschaffen. 
Wieder im Weltraum, kann dank des neuen Mittelteils aus der Ark VI auch dessen Weltraumteleskop verwendet werden. Die Kinder nutzen die Gelegenheit einen Blick auf ihre Heimat – den Planeten Astra – zu verschaffen, woraufhin Polina schockiert sieht, dass dies nicht die Erde ist und sie auch nie von dieser gehört haben.

### Band 5
Polina gleicht ihr Wissen mit dem der Kinder ab, wobei sich herausstellt, dass die alten Länder und ihre grobe Position auf dem Planeten Astra grob der Erde entsprechen. Die historischen Fakten sind bis zur Kuba-Krise 1962 identisch, unterscheiden sich dann aber, da nach den Kindern diese sich zum 3. Weltkrieg entwickelte, der eine verödete Welt zurückließ. Infolgedessen schafften die Überlebenden die Nationalstaaten ab und errichteten eine geeinte Welt. Nach Polina wurde im Jahr 2049 ein Asteroid entdeckt, der im Jahr 2057 die Erde zerstören sollte. Es wurde der Plan erfasst, in den verbleibenden acht Jahren einen bewohnbaren Planeten zu finden und die Menschheit dorthin mittels künstlichen Wurmlöchern umzusiedeln. Die Astra war demnach das letzte unbenutzte Schiff Ark XII und der Eisplanet, zu dem Kanata und die anderen teleportiert wurden, war die Erde nach dem Asteroideneinschlag.
Die Astra erreicht ihren letzten Zwischenstopp, den Planeten Galem. Hier taucht abermals die Kugel auf, die Kanata erst verfolgt, sich dann aber auflöst. Kanata vermutet, dass die Kugel dieselbe Wurmlochtechnologie ist, von der Polina sprach, die jedoch im Laufe der Zeit weiter miniaturisiert wurde. Kanata kann Charce überführen das Wurmloch steuern zu können. Er erklärt der Klon des Königs Noah Vix zu sein. Im Gegensatz zu den anderen war ihm sein Schicksal stets bewusst. Nach der Verabschiedung des neuen DNA-Gesetzes, wurde Charce vom König mit der Beseitigung der Klone beauftragt, da die Position des Königs kaum Macht besitzt und sie beim Parlament liegt. Der Grund warum die Kugeln auf Vilavurs und Galem sich plötzlich auflösten war die Anwesenheit von Aries, die der Klon von Seira ist und sie die Tochter des Königs war.
Diese behandelte Charce nicht als Werkzeug, sondern wie einen Bruder, und war gegen das Klonprojekt. Als dennoch von ihr ein Klon erschaffen wurde, arrangierte sie, dass ihr Dienstmädchen und Leihmutter Emma dieses als ihr eigenes Kind aufziehen solle. Seira selber fiel als Thronfolgerin einem Attentat zum Opfer. Den Auftrag des Königs gab Charce wieder einen Sinn im Leben. Charce will sich schließlich mit dem Wurmloch selbst umbringen, kann jedoch von Kanata gerettet werden, der dabei einen Arm verliert.
Charce erklärt, dass der 3. Weltkrieg tatsächlich passierte, allerdings nicht 1962, sondern 2052. Es war der Kampf um den Besitzanspruch der verbliebenen Ressourcen auf dem Planeten Astra. Obwohl der Krieg nur zwei Monate dauerte, wurde die Weltbevölkerung halbiert. Da die Wurmlochtechnologie dafür verantwortlich war, wurde beschlossen, diese nie wieder einzusetzen und zu vergessen, was mit sich führte, dass auch der Exodus aus der Geschichte gelöscht werden musste. Dennoch wurden die Erfinder der Wurmlochtechnologie aus Dank für die Rettung der Menschheit mit dem Posten eines Königs belohnt. Zudem wurde der Kalender um 100 Jahre zurückgedreht um den Neuanfang auf Astra und damit gesellschaftlichen Rückschritt so weit wie möglich im Einklang mit der tatsächlichen gesellschaftlichen Entwicklung zu bringen.
Die Astra kommt in der Heimat an und berichtet über ihre Erkenntnisse, was zur Verhaftung aller Beteiligten, einschließlich des Königs führt. Kanata und die anderen wurden nach ihrer Rückkehr zu gefeierten Stars. Sieben Jahre später ist Charce König, Quitterie und Zack verheiratet, Kanata und Aries verlobt, und Yun-Hua eine bekannte Sängerin. Kanata folgt seinem Traum den Weltraum zu erforschen, begleitet von Zack und Charce.

## Figuren
Kanata Hoshijima (カナタ・ホシジマ, Hoshijima Kanata)
Kanata ist außergewöhnlich sportlich begabt und trainiert Dekathlon. Nachdem es bei einer Klassenfahrt in der Grundschule zu einem schweren Unfall mit Todesopfern gekommen war, legte er sich zudem Survivalwissen zu. Durch diese Fähigkeiten und seinem umgänglichen Wesen wird er der Anführer der Gruppe und Kapitän der Astra. Obwohl er von seinem Vater als Sportler erzogen wurde, hat er das Ziel als Erwachsener den Weltraum als Forscher zu bereisen, in Andenken an seinen früheren Lehrer, der bei dem Unglück starb.
Aries Spring (アリエス・スプリング, Ariesu Supuringu)
Aries ist ein fröhliches Mädchen. Sie hat die Angewohnheit Wörter und Redensarten zu verwechseln, wobei sie behauptet, dass diese da, wo sie herstammt, auch so lauten würden. Im Gegensatz dazu steht ihre Begabung ein fotografisches Gedächtnis zu besitzen, mit der sie sich jede Situation augenblicklich einprägen kann. Sie übernimmt daher an Bord die Aufgabe das Schiffslogbuch zu führen.
Zack Walker (ザック・ウォーカー, Zakku Wōkā)
Zack besitzt eine Pilotenlizenz und einen IQ von 200. Er will später Wissenschaftler werden und besitzt ein tiefes technischen Wissen. Er und Quitterie kennen sich seit ihrer Kindheit.
Quitterie Raffaelli (キトリー・ラファエリ, Kitorī Rafaeri)
Quitterie legt Wert auf ihr Äußeres, ist wenig angetan von den vielen Tieren und seltsamen Pflanzen die der Gruppe auf den einzelnen Planeten begegnen und gibt sich allgemein nach außen hin schroff. Sie will in den Fußstapfen ihrer Mutter treten und später Ärztin werden, weswegen sie an Bord für die medizinische Versorgung verantwortlich ist.
Funicia Raffaelli (フニシア・ラファエリ, Funishia Rafaeri)
Funicia, kurz Funi, ist Quitteries Adoptivschwester. Sie besitzt eine Handpuppe, die ausspricht was Funi denkt.
Luca Esposito (ルカ・エスポジト, Ruka Esupojito)
Luca ist sehr umgänglich, sowie handwerklich und künstlerisch begabt, sodass er an Bord für kleinere Reparaturen verantwortlich ist, als Schiffsfriseur usw. arbeitet. Sein Vater ist ein Senator.
Ulgar Zweig (ウルガー・ツヴァイク, Urugā Tsuvaiku)
Ulgar ist ein Einzelgänger, der es vorzieht, sich von anderen abzukoppeln und jegliche Kommunikationsversuche der Anderen harsch abblockt. Sein Vater ist der stellvertretende Direktor der Schule, in der die Gruppe unterrichtet wurde.
Yun-Hua Lu (ユンファ・ルー, Yunfa Rū)
Yun-Hua ist ein hochgewachsenes und attraktives Mädchen. Sie besitzt jedoch einen Minderwertigkeitskomplex und versucht möglichst nicht aufzufallen. Ihre Mutter ist die weltbekannte Sängerin Lucy Lum und auch Yun-Hua ist eine begabte Sängerin.
Charce Lacroix (シャルス・ラクロワ, Sharusu Rakurowa)
Charce besitzt ein tiefes biologisches Wissen und liebt Tiere aller Art, wenngleich er auch erpicht ist, jede Gelegenheit zu nutzen, die neuen Tiere die ihnen begegnen zu sezieren um mehr über diese zu erfahren.
Polina Livinskaya (ポリーナ・リヴィンスカヤ, Porīna Rivinsukaya)
Polina stößt später zu der Gruppe hinzu, nachdem sie eine lange Zeit im Kälteschlaf verbracht hat, aus dem sie von Kanata geweckt wurde. Als sie eingefroren wurde, war sie 28 Jahre alt. Sie war Ingenieurin an Bord eines Raumschiffs, das bewohnbare Planeten finden sollte.

## Veröffentlichung
Der Manga wurde von Kenta Shinohara gezeichnet und erschien vom 9. Mai 2016 bis 30. Dezember 2017 auf Shōnen Jump+ dem Online-Ableger des Magazins Shōnen Jump des Verlags Shūeisha. Die 49 Kapitel wurden in fünf Sammelbänden (Tankōbon) zusammengefasst.
Das Werk erschien auf Englisch bei Viz Media zwischen Dezember 2017 und Dezember 2018 sowie auf Spanisch bei Milky Way Ediciones. Auf Deutsch erschienen die fünf Bände von Juni 2020 bis Februar 2021 bei Egmont Manga als Astra Lost in Space.

## Anime
Im Februar 2019 wurde die Adaption als Anime-Fernsehserie bekanntgegeben. Die Serie entstand im Studio Lerche unter der Regie von Masaomi Andō, assistiert von Yūsuke Shibata. Das Character Design stammt von Keiko Kurosawa, die auch die Haupt-Episodenregie übernahm.
Die 12 Folgen wurden vom 3. Juli bis 18. September 2019 auf AT-X in Japan ausgestrahlt, gefolgt Tokyo MX, KBS Kyōto, Sun TV, BS11 und TV Aichi am Folgetag. In Nordamerika, dem Vereinigten Königreich und Irland wurde die Serie von Funimation als Simulcast gestreamt.
Leonine veröffentlicht die Serie auf Deutsch ab dem 24. Juli 2020 auf DVD und Blu-ray.
Der Vorspanntitel star*frost wird von nonoc gesungen, der Abspanntitel Glow at the Velocity of Light von Riko Azuna.
| Rolle               | japanischer Sprecher (Seiyū) | deutscher Sprecher     |
| ------------------- | ---------------------------- | ---------------------- |
| Kanata Hoshijima    | Yoshimasa Hosoya             | Tobias Kern            |
| Aries Spring        | Inori Minase                 | Marcia von Rebay       |
| Zack Walker         | Shunsuke Takeuchi            | Leonard Hohm           |
| Quitterie Raffaelli | Tomoyo Kurosawa              | Jaimee Lau             |
| Funicia Raffaelli   | Hina Kino                    | Liv Wagener            |
| Luca Esposito       | Risae Matsuda                | Mio Lechenmayr         |
| Ulgar Zweig         | Kōki Uchiyama                | Yannick Forstenhäusler |
| Yun-Hua Lu          | Saori Hayami                 | Anna Ewelina           |
| Charce Lacroix      | Nobunaga Shimazaki           | Johannes Wolko         |

## Rezeption
Der Mangaführer Kono Manga ga Sugoi! 2019 von Dezember 2018 des Verlags Takarajimasha platzierte Kanata no Astra auf Platz 3 seines Rankings von Manga für eine männliche Leserschaft.
Der Manga gewann 2019 den 12. Manga Taishō (Großer Manga-Preis) und wurde für den 23. Osamu-Tezuka-Kulturpreis nominiert, wo er jedoch Shinobu Arimas Sono Ko, Jiruba unterlag.